# Hendrik van Deventer
Hendrik van Deventer (ur. 16 maja 1651 w Lejda, zm. 12 grudnia 1724 w Voorburg) – holenderski lekarz położnik. Wprowadził nowe metody badań oraz zabiegów położniczych. Dokonane przez niego pomiary kobiecej miednicy zmodernizowały ówczesne położnictwo.